# دوران للخلف

دوران للخلف على طريق مفرد.

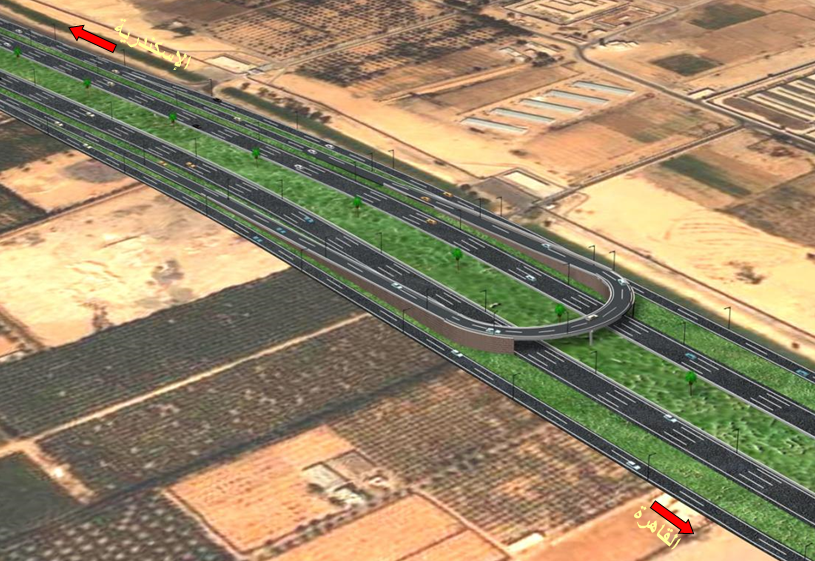
يكون التخلص من الدورانات للخلف ببناء جسور.

لافتة «ممنوع الدوران للخلف» كورية.

الدوران للخلف في القيادة هو إجراء دوران 180 درجة لتنتهي المركبة في عكس اتجاه السير الأصلي.

## المنعطفات المحظورة
يحظر في كثير من الأحيان هذا النوع من الدوران لأسباب مختلفة، مع وجود بعض الاستثناءات. إلا أنه ينتشر في الشبكات الطرقية غير المتطورة، توفيرا للمال المطلوب لبناء جسور وتقاطعات.